# Euroliga 2000-01
La temporada 2000-01 de la Euroliga (la máxima competición de clubes de baloncesto de Europa) se disputó del 16 de octubre de 2000 al 10 de mayo de 2001 y la organizó la Unión de Ligas Europeas de Baloncesto (ULEB).
Esta fue la temporada inaugural de la competición en la era moderna de la Euroliga. Incluyendo la competición previa de la Copa de Europa de la FIBA, fue la 44.ª edición de la máxima competición del baloncesto masculino de clubes europeos. La temporada inaugural comenzó el 16 de octubre de 2000 con el partido de la fase de grupos entre el Real Madrid y el Olympiacos en el Pabellón Raimundo Saporta de Madrid (España) y terminó con el partido por el campeonato el 10 de mayo de 2001 en el PalaMalaguti de Bolonia (Italia).
En esta temporada no figuraron todos los mejores equipos de Europa, ya que algunos de ellos optaron por participar en la Suproliga organizada por la FIBA, por la guerra por el dominio de la Euroliga entre la FIBA Europa y la recién creada Euroleague Basketball bajo el amparo de la Unión de Ligas Europeas de Baloncesto (ULEB).

## División entre los equipos de baloncesto de Europa
La Copa de Europa fue creada originalmente por la FIBA y se organizó desde 1958 hasta el verano de 2000, concluyendo con la temporada 1999–2000. Fue entonces cuando se creó la Euroleague Basketball con el apoyo de la Unión de Ligas Europeas de Baloncesto (ULEB).
La FIBA nunca había registrado la marca "Euroleague", a pesar de que había utilizado ese nombre para la competición desde 1996. La Euroleague Basketball simplemente se apropió del nombre, y desde la FIBA no tenían ningún recurso legal para hacer nada al respecto, así que se vieron obligados a buscar un nuevo nombre para su campeonato. Por lo tanto, la temporada se inició con 2 competiciones de equipos de baloncesto de Europa: la Suproliga (anteriormente conocida como la Copa de Europa) y la Euroliga.
La grieta entre los clubes de baloncesto de Europa no mostró inicialmente señales de terminar. Los mejores equipos de baloncesto de Europa también se dividieron entre las dos ligas: Panathinaikos, Maccabi Elite, CSKA Moscow y Efes Pilsen se quedaron con la FIBA, mientras que el Olympiacos, Kinder Bologna, Real Madrid, FC Barcelona, TAU Cerámica y Benetton Basket se unieron a la Euroleague Basketball.

## Fase de grupos
La fase de grupos se jugó entre el 16 de octubre de 2000 y el 18 de enero de 2001.
Si los equipos están empatados en victoria y derrotas al final de la fase de grupos, el desempate se aplican en el siguiente orden:
1. Victorias y derrotas entre los equipos implicados.
2. Diferencia de puntos entre los equipos implicados.
3. Diferencia de puntos durante la fase de grupos.
4. Puntos conseguidos durante la fase de grupos.
5. Suma de los cocientes de los puntos a favor y puntos en contra en cada partido de la fase de grupos.

| Clasificados para el Top 16 | Eliminados |

|    | Equipo             | PJ | PG | PP | PF  | PC  | +/-  |
| -- | ------------------ | -- | -- | -- | --- | --- | ---- |
| 1. | PAF Bologna        | 10 | 8  | 2  | 812 | 760 | +52  |
| 2. | Peristeri          | 10 | 7  | 3  | 841 | 786 | +55  |
| 3. | Zalgiris           | 10 | 6  | 4  | 866 | 816 | +50  |
| 4. | Adecco Estudiantes | 10 | 4  | 6  | 820 | 821 | -1   |
| 5. | Lugano Snakes      | 10 | 3  | 7  | 777 | 914 | -137 |
| 6. | KK Zadar           | 10 | 2  | 8  | 840 | 859 | -19  |

|    | Equipo               | PJ | PG | PP | PF  | PC  | +/-  |
| -- | -------------------- | -- | -- | -- | --- | --- | ---- |
| 1. | Kinder Bologna       | 10 | 9  | 1  | 831 | 734 | +101 |
| 2. | AEK Athens           | 10 | 8  | 2  | 805 | 746 | +59  |
| 3. | TAU Cerámica         | 10 | 6  | 4  | 749 | 700 | +49  |
| 4. | Cibona VIP           | 10 | 3  | 7  | 773 | 828 | -59  |
| 5. | St. Petersburg Lions | 10 | 2  | 8  | 778 | 840 | -62  |
| 6. | Spirou Basket        | 10 | 2  | 8  | 769 | 857 | -88  |

|    | Equipo             | PJ | PG | PP | PF  | PC  | +/-  |
| -- | ------------------ | -- | -- | -- | --- | --- | ---- |
| 1. | Olympiakos         | 10 | 7  | 3  | 861 | 738 | +123 |
| 2. | Real Madrid        | 10 | 7  | 3  | 859 | 789 | +70  |
| 3. | Union Olimpija     | 10 | 7  | 3  | 823 | 752 | +71  |
| 4. | Benetton Basket    | 10 | 6  | 4  | 847 | 777 | +70  |
| 5. | Hapoel Jerusalem   | 10 | 3  | 7  | 784 | 881 | -97  |
| 6. | Ovarense Aerosoles | 10 | 0  | 10 | 746 | 983 | -237 |

|    | Equipo               | PJ | PG | PP | PF  | PC  | +/-  |
| -- | -------------------- | -- | -- | -- | --- | --- | ---- |
| 1. | FC Barcelona         | 10 | 8  | 2  | 856 | 757 | +99  |
| 2. | PAOK                 | 10 | 7  | 3  | 846 | 773 | +73  |
| 3. | KK Buducnost         | 10 | 7  | 3  | 844 | 819 | +25  |
| 4. | Muller Verona        | 10 | 6  | 4  | 920 | 854 | +66  |
| 5. | Haribo London Towers | 10 | 1  | 9  | 775 | 878 | -103 |
| 6. | Opel Skyliners       | 10 | 1  | 9  | 696 | 856 | -160 |

## Octavos de final
Los Octavos de final empezaron el 31 de enero y terminaron el 14 de febrero de 2001. En esta fase se jugaba un formato al mejor de tres partidos. El equipo mejor clasificado de la fase de grupos jugaba el primer y el tercer partido de la serie en casa.
| Equipo         | Serie | Equipo             | Partido 1 | Partido 2 | Partido 3 |
| -------------- | ----- | ------------------ | --------- | --------- | --------- |
| PAF Bologna    | 2-0   | Cibona VIP         | 76-64     | 75-74     |           |
| Real Madrid    | 2-0   | KK Buducnost       | 91-63     | 76-62     |           |
| Kinder Bologna | 2-0   | Adecco Estudiantes | 113-70    | 85-80     |           |
| PAOK           | 1-2   | Union Olimpija     | 75-64     | 77-85     | 69-73     |
| Olympiakos     | 2-0   | Muller Verona      | 94-92     | 96-84     |           |
| Peristeri      | 0-2   | TAU Cerámica       | 79-81     | 68-81     |           |
| FC Barcelona   | 0-2   | Benetton Basket    | 85-86     | 82-99     |           |
| AEK Athens     | 2-0   | Zalgiris           | 69-60     | 73-71     |           |

## Cuartos de final
Los cuartos de final empezaron el 21 de febrero y terminaron el 7 de marzo de 2001. En esta fase se juega en un formato al mejor de tres partidos. El equipo mejor clasificado de la fase de grupos juega el primer y el tercer partido de la serie en casa.
| Equipo         | Serie | Equipo          | Partido 1 | Partido 2 | Partido 3 |
| -------------- | ----- | --------------- | --------- | --------- | --------- |
| PAF Bologna    | 2-1   | Real Madrid     | 74-68     | 57-88     | 88-70     |
| Kinder Bologna | 2-0   | Union Olimpija  | 80-79     | 81-79     |           |
| Olympiakos     | 0-2   | TAU Cerámica    | 72-78     | 76-98     |           |
| AEK Athens     | 2-1   | Benetton Basket | 97-89     | 74-90     | 71-56     |

## Semifinales
Las Semifinales empezaron el 27 de marzo y terminaron el 7 de abril de 2001. En esta fase se juega en un formato al mejor de cinco partidos. El equipo mejor clasificado de la fase de grupos juega el primer, el segundo y el quinto partido de la serie en casa.
| Equipo         | Serie | Equipo       | Partido 1 | Partido 2 | Partido 3 | Partido 4 | Partido 5 |
| -------------- | ----- | ------------ | --------- | --------- | --------- | --------- | --------- |
| Kinder Bologna | 3-0   | PAF Bologna  | 103-76    | 92-84     | 74-70     |           |           |
| AEK Athens     | 0-3   | TAU Cerámica | 65-90     | 67-70     | 62-76     |           |           |

## Finales
Las Finales empezaron el 17 de abril y terminaron el 10 de mayo de 2001. La etapa culminante de la temporada, los dos equipos restantes que ganaron su semifinal jugaron entre sí en una serie al mejor de cinco.
| Equipo         | Serie | Equipo       | Partido 1 | Partido 2 | Partido 3 | Partido 4 | Partido 5 |
| -------------- | ----- | ------------ | --------- | --------- | --------- | --------- | --------- |
| Kinder Bologna | 3-2   | TAU Cerámica | 65-78     | 94-73     | 80-60     | 79-96     | 82-74     |

| Campeones de la Euroleague 2000-01 |
| ---------------------------------- |
| Kinder Bologna Segundo título      |

## Estadísticas individuales

### Valoración
| Pos. | Jugador         | Equipo               | Partidos | Valoración | VPP   |
| ---- | --------------- | -------------------- | -------- | ---------- | ----- |
| 1.   | Dejan Tomašević | KK Buducnost         | 12       | 371        | 30,92 |
| 2.   | Dereck Hamilton | St. Petersburg Lions | 10       | 283        | 28,30 |
| 3.   | Alphonso Ford   | Peristeri            | 12       | 305        | 25,42 |
| 4.   | Gregor Fučka    | PAF Bologna          | 17       | 429        | 25,24 |
| 5.   | Louis Bullock   | Muller Verona        | 11       | 252        | 22,91 |

### Puntos
| Pos. | Jugador             | Equipo               | Partidos | Puntos | PPP   |
| ---- | ------------------- | -------------------- | -------- | ------ | ----- |
| 1.   | Alphonso Ford       | Peristeri            | 12       | 312    | 26,00 |
| 2.   | Dejan Tomašević     | KK Buducnost         | 12       | 275    | 22,92 |
| 3.   | Panagiotis Liadelis | PAOK                 | 13       | 295    | 22,69 |
| 4.   | Louis Bullock       | Muller Verona        | 11       | 242    | 22,00 |
| 5.   | Dereck Hamilton     | St. Petersburg Lions | 10       | 218    | 21,80 |

### Rebotes
| Pos. | Jugador          | Equipo         | Partidos | Rebotes | RPP   |
| ---- | ---------------- | -------------- | -------- | ------- | ----- |
| 1.   | Dejan Tomašević  | KK Buducnost   | 12       | 138     | 11,50 |
| 2.   | Dino Radja       | Olympiakos     | 14       | 137     | 9,79  |
| 3.   | Ronald Ellis     | Spirou Basket  | 10       | 96      | 9,60  |
| 4.   | Mike Batiste     | Spirou Basket  | 10       | 92      | 9,20  |
| 5.   | Rashard Griffith | Kinder Bologna | 21       | 183     | 8,71  |

### Asistencias
| Pos. | Jugador         | Equipo          | Partidos | Asistencias | APP  |
| ---- | --------------- | --------------- | -------- | ----------- | ---- |
| 1.   | Ivica Marić     | KK Zadar        | 10       | 59          | 5,90 |
| 2.   | Elmer Bennett   | TAU Cerámica    | 22       | 120         | 5,45 |
| 3.   | Riccardo Pittis | Benetton Basket | 14       | 54          | 5,86 |
| 4.   | Tyron McCoy     | Opel Skyliners  | 10       | 37          | 3,70 |
| 5.   | Byron Dinkins   | Peristeri       | 12       | 43          | 3,58 |

## Galardones

### MVP de la Temporada
|                | Pos. | Jugador         | Equipo       |
| -------------- | ---- | --------------- | ------------ |
| Fase de grupos | P    | Dejan Tomašević | KK Buducnost |

### MVP de las Finales
| Pos. | Jugador          | Equipo         |
| ---- | ---------------- | -------------- |
| E    | Emanuel Ginóbili | Kinder Bologna |

### Quinteto ideal de la temporada
| Pos. | Primer Quinteto Ideal | Primer Quinteto Ideal | Segundo Quinteto Ideal | Segundo Quinteto Ideal |
| Pos. | Jugador               | Equipo                | Jugador                | Equipo                 |
| ---- | --------------------- | --------------------- | ---------------------- | ---------------------- |
| B    | Louis Bullock         | Muller Verona         | Jameil Rich            | Lugano Snakes          |
| E    | Alphonso Ford         | Peristeri             | Panagiotis Liadelis    | PAOK                   |
| A    | Dereck Hamilton       | St. Petersburg Lions  | Pau Gasol              | FC Barcelona           |
| AP   | Gregor Fučka          | PAF Bologna           | Giannis Giannoulis     | PAOK                   |
| P    | Dejan Tomašević       | KK Buducnost          | Rashard Griffith       | Kinder Bologna         |

### Jugador de la jornada
| Jornada          | Jugador             | Equipo                   | Valoración     |
| Fase de grupos   | Fase de grupos      | Fase de grupos           | Fase de grupos |
| ---------------- | ------------------- | ------------------------ | -------------- |
| 1                | Panagiotis Liadelis | PAOK                     | 42             |
| 2                | Gianluca Basile     | PAF Bologna              | 34             |
| 2                | Dejan Tomašević     | KK Buducnost             | 34             |
| 3                | Milenko Topić       | KK Buducnost (2)         | 39             |
| 4                | Dejan Tomašević (2) | KK Buducnost (3)         | 42             |
| 5                | Dereck Hamilton     | St. Petersburg Lions     | 38             |
| 6                | Darko Krunić        | KK Zadar                 | 39             |
| 7                | Gregor Fučka        | PAF Bologna (2)          | 42             |
| 8                | Kebu Stewart        | Hapoel Jerusalem         | 47             |
| 9                | Dereck Hamilton (2) | St. Petersburg Lions (2) | 40             |
| 10               | Marcelo Nicola      | Benetton Basket          | 36             |
| Top 16           |                     |                          |                |
| 1                | Alphonso Ford       | Peristeri                | 45             |
| 2                | Riccardo Pittis     | Benetton Basket (2)      | 34             |
| 2                | Dino Radja          | Olympiakos               | 34             |
| 2                | Dejan Tomašević (3) | KK Buducnost (4)         | 34             |
| 3                | Emilio Kovačić      | Union Olimpija           | 20             |
| 3                | Evangelos Koronios  | PAOK (2)                 | 20             |
| Cuartos de final |                     |                          |                |
| 1                | Gregor Fučka (2)    | PAF Bologna (3)          | 43             |
| 2                | Rashard Griffith    | Kinder Bologna           | 32             |
| 3                | Carlton Myers       | PAF Bologna (4)          | 45             |
| Semifinales      |                     |                          |                |
| 1                | Saulius Štombergas  | TAU Cerámica             | 43             |
| 2                | Elmer Bennett       | TAU Cerámica (2)         | 33             |
| 3                | Fabricio Oberto     | TAU Cerámica (3)         | 25             |

## Dos campeones continentales
En mayo de 2001, Europa contaba con dos campeones continentales, el Maccabi Elite de la Suproliga y Kinder Bologna de la Euroliga. Los líderes de ambas organizaciones se dieron cuenta de la necesidad de llegar a una competencia unificada. Aunque solo con un año de edad, la Euroleague Basketball negoció desde una posición de fuerza y con unos procedimientos dictados. La FIBA esencialmente no tuvo más remedio que estar de acuerdo con los términos de la Euroleague Basketball. Como resultado, los equipos que compitieron en la Suproliga durante la temporada 2000-01 se unieron a la Euroliga.
En esencia, FIBA se quedó a cargo de competiciones de equipos nacionales (como el EuroBasket, el Mundial, y los Juegos Olímpicos), mientras que la Euroleague Basketball se hizo cargo de las competiciones de equipos profesionales europeos. A partir de ese momento, la Copa Korać y la Copa Saporta duraron solo una temporada más, que fue cuando la Euroleague Basketball lanzó la Copa ULEB, ahora conocida como la Eurocup.
| Predecesor: - | Euroliga 2000-01 | Sucesor: Euroliga 2001-02 |